# Godfrey ordnar allt
Godfrey ordnar allt (engelska: My Man Godfrey) är en amerikansk screwballkomedifilm från 1936 i regi av Gregory La Cava. I huvudrollerna ses William Powell och Carole Lombard. Filmen blev en stor framgång på de amerikanska biograferna och nominerades till sex Oscars, men erhöll inte någon. År 1999 valdes filmen in i National Film Registry.

## Handling
Efter några märkliga turer tar vagabonden Godfrey plats som butler hos den excentriska familjen Bullock. Alla i familjen är dock inte förtjusta i honom.

## Om filmen
Filmen hade svensk premiär den 30 november 1936 på biograf Riviera i Stockholm. Den har visats vid ett flertal tillfällen i SVT, bland annat 1993, 1996, 2004, 2017, i mars 2019 och i november 2020.

## Rollista i urval
- William Powell – Godfrey
- Carole Lombard – Irene Bullock
- Alice Brady – Angelica Bullock
- Gail Patrick – Cornelia Bullock
- Eugene Pallette – Alexander Bullock
- Jean Dixon – Molly
- Alan Mowbray – Tommy Gray
- Mischa Auer – Carlo
- Pat Flaherty – Mike
- Franklin Pangborn – Guthrie